# Lokomotiva 774.7
Motorová lokomotiva řady 774.7 je dieselelektrická lokomotiva, jenž vznikla rekonstrukcí strojů starší řady 770 v ČMKS-JLS (dnes CZ LOKO), zadanou Sokolovskou uhelnou. Později si jednu obdobnou lokomotivu objednala i firma SD – Kolejová doprava.

## Technický popis
Lokomotiva je postavena na základu původního stroje řady 770, ze kterého je převzat hlavní rám a pojezd i s trakčními motory. Hlavní náplní rekonstrukce je kompletní výměna pohonného soustrojí a kapotáže, která je snížena, aby umožnila zlepšit výhled z lokomotivy. Namísto původního motoru ČKD je dosazen nový dvanáctiválec Caterpillar 3512 B včetně příslušenství (trakční alternátor, alternátor pomocných pohonů a další, vše od firmy Siemens) a přenos výkonu je změněn z čistě stejnosměrného na střídavě-stejnosměrný. Na rámu jsou doplněny deformační prvky, zvyšující pasivní bezpečnost stroje. Ovládání a regulace je zajištěna elektronickým řídícím systémem NES Nová Dubnica. Stanoviště strojvedoucího je zhotoveno zcela nově a nechybí zde klimatizace a doplněné prosklení, usnadňující rozhled především při posunu. Také je lokomotiva nově vybavena výkonnou EDB s maximálním výkonem 1 790 kW v zastavovacím režimu.

## Dodávky, využití
První lokomotivu si objednala společnost Sokolovská uhelná v roce 2005. Prototypový stroj 774.701 (původně 770.512) byl dokončen ještě téhož roku, a poté následovaly ve dvouletých odstupech další dva stroje. Své stroje nasazuje především v těžké posunovací službě při obsluze vleček v okolí domovského Sokolova. Příležitostně jsou k vidění také v čele uhelných vlaků, zásobujících chomutovskou teplárnu. Majitelem čtvrté lokomotivy se stala SD – Kolejová doprava a jejím hlavním výkonem je zabezpečení posunu v těžebních provozech této firmy, především pak v nakládací stanici Tušimice na Kadaňsko-tušimické dráze.